# 高盧無名氏
高盧無名氏（波蘭語：Gall Anonim，拉丁語：Gallus Anonimus）是一般對《波蘭王子的事蹟》佚名作者的稱呼。該書約在1115年以拉丁文寫成。一般認為，高盧是首位以文字描述波蘭的歷史學者。他的編年史是大學課程中，研究波蘭歷史的必備書目。有關作者本身的資料很少。
「高盧」拉丁原文「Gallus」的意義不明，可能是作者真正的名字，也有可能是作者的國籍；在當時通常指愛爾蘭人（例如愛爾蘭傳教士Gallus），但有時也會指法國人。
根據書中所述，在波蘭的早期歷史中，人民的聲音是上帝的聲音（拉丁文：Vox populi, vox Dei），居於統治者的權力之上。
這個概念強化了波蘭人的選舉傳統，以及違抗、質疑當權者的傾向。透過文森堤・卡布伯卡的《編年史》，以及來自斯卡爾畢滅什的斯坦尼斯瓦夫（Stanisław of Skarbimierz）之布道內容，該書有助於「黃金貴族制」的獨特發展。而這個制度後來也成了波蘭立陶宛的特色——國王經選舉選任之，並有義務聽從眾議院（Sejm）的意見。